# Gerd Glaeske

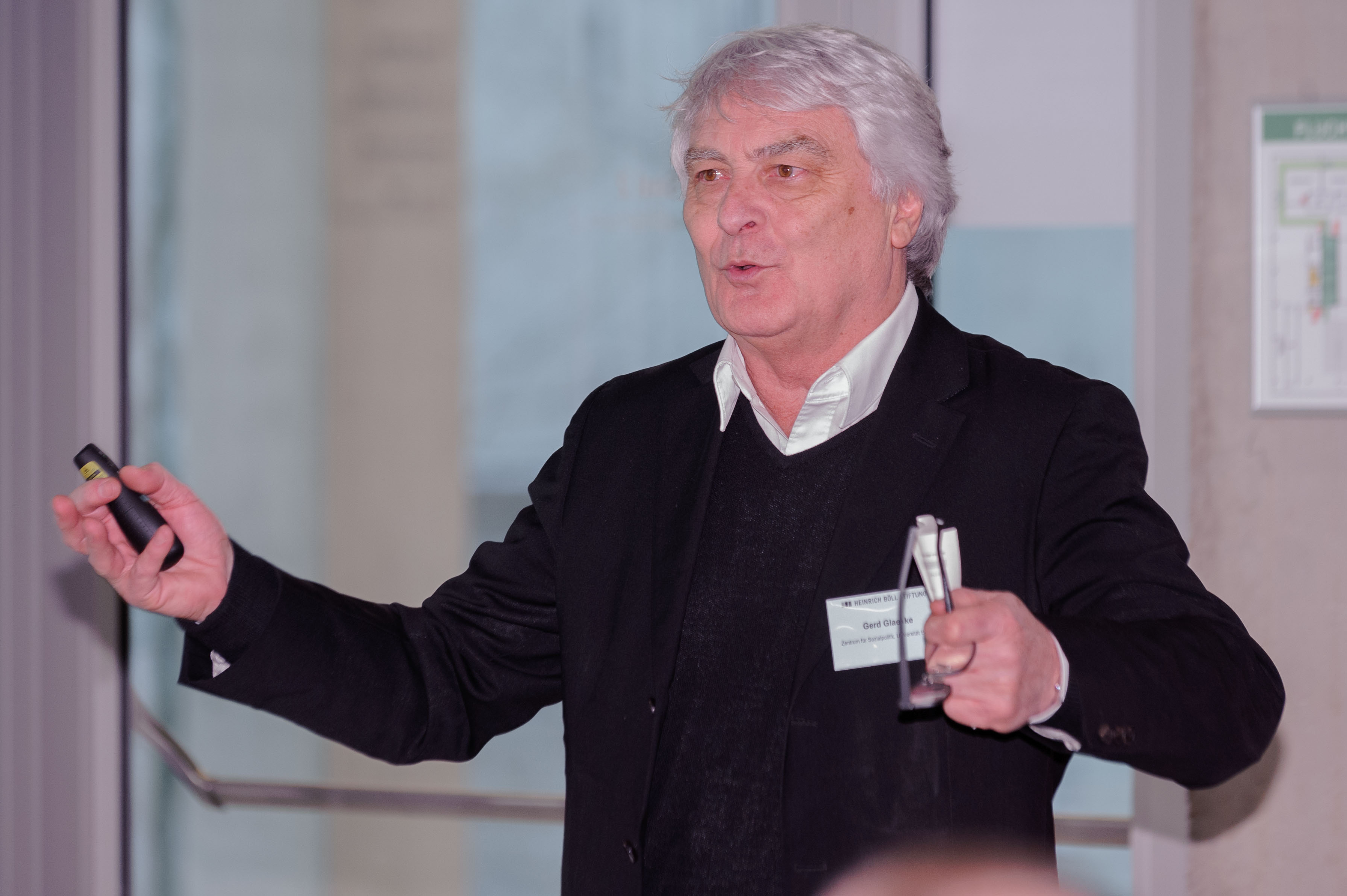
Gerd Glaeske, 2013

Gerd Glaeske (* 13. Mai 1945 in Stecklenberg; † 27. Mai 2022) war ein deutscher Apotheker und Gesundheitswissenschaftler.

## Leben und Wirken
Glaeske studierte Pharmazie an der RWTH Aachen und der Universität Hamburg. 1978 wurde er in Hamburg mit einer Dissertation über die Synthese von Tetrahydrothiazinderivaten promoviert. Von 1988 bis 1999 übte er bei verschiedenen Krankenkassen wie auch dem Verband der Angestellten-Krankenkassen (VdAK) verschiedene Tätigkeiten in den Bereichen Pharmakologischer Beratungsdienst und Grundsatzfragen aus. Seit 1999 hatte er an der Universität Bremen eine Professur für Arzneimittelversorgungsforschung inne.
Er gab bis 2015 jährlich den Arzneimittelreport der Barmer Ersatzkasse heraus. Etliche Jahre war Glaeske Mitarbeiter beim Nachschlagewerk Bittere Pillen. 2009 war er dort für die wissenschaftliche Begutachtung der Medikamente und Beratung beim Text zuständig. Er war als Schlussgutachter des Handbuchs Medikamente der Stiftung Warentest tätig. Glaeske war von 2003 bis 2010 Mitglied des Sachverständigenrates zur Begutachtung der Entwicklung im Gesundheitswesen. Durch Interviews und Stellungnahmen zu gesundheitlichen und insbesondere zu Arzneimittelfragen in Fernsehen, Radio und Printmedien ist Glaeske einer breiten Öffentlichkeit bekannt geworden. Ab 2017 war Glaeske wissenschaftlicher Leiter des „Länger besser leben.“-Instituts. Träger dieses Instituts, das sich mit den Themen Prävention und Gesundheitsförderung befasst, sind die Universität Bremen und die Krankenkasse BKK24.
In den letzten Jahren widmete er sich auch pharmakoepidemiologischen Forschungen, darunter zum Beispiel der Medikation von Männern. Ein weiterer Forschungsschwerpunkt war das Auftreten der Psoriasis und der Komorbidität bei Erwachsenen und Kindern.
In seinem Demenzreport 2020 kritisierte Glaeske die vielfache Verordnung von Psychopharmaka zur Ruhigstellung Demenzkranker, die häufiger als Antidementiva zur Anwendung kämen. Er forderte eine aktivierende Pflege und mehr Personal in Pflegeheimen. Ärzte wandten ein, dass etwa in der häuslichen Pflege auch die starke Belastung der pflegenden Angehörigen zu berücksichtigen sei, die durch die vorübergehende Behandlung eines Demenzkranken mit Antipsychotika entlastet werden könnten.
Während der COVID-19-Pandemie kritisierte Glaeske mehrfach das Krisen-Management der Politik, unter anderem als Autor eines umstrittenen Thesenpapiers vom Mai 2021, in dem Vorwürfe erhoben wurden, Statistiken zur Auslastung auf Intensivstationen im Zuge der COVID-19-Pandemie wären gezielt übertrieben. Die Deutsche Interdisziplinäre Vereinigung für Intensiv- und Notfallmedizin (DIVI), der Marburger Bund Bundesverband und die Deutsche Krankenhausgesellschaft (DKG) wiesen diese Vorwürfe „aufs Schärfste“ zurück. Im Juni 2021 bestätigte der Bundesrechnungshof allerdings, dass ein Betrugsverdacht vorhanden sei und damit, dass gemäß ZDF die Autoren dennoch auf teils valide Punkte aufmerksam gemacht haben könnten.
Gerd Glaeske war auch berufspolitisch aktiv. Er gründete zusammen mit anderen Apothekern im Jahr 1989 den Verein demokratischer Pharmazeutinnen und Pharmazeuten (VDPP), in dem er bis 1993 als Vorstandsmitglied tätig war. Er gehörte dem Verein bis zu seinem Tod an.
Gerd Glaeske starb am 27. Mai 2022 nach langer Krankheit im Alter von 77 Jahren.